# Tomoaki Matsukawa
Tomoaki Matsukawa (jap. 松川 友明, Matsukawa Tomoaki; * 18. April 1973 in der Präfektur Kanagawa) ist ein ehemaliger japanischer Fußballspieler.

## Karriere
Matsukawa erlernte das Fußballspielen in der Schulmannschaft der Toin Gakuen High School und der Universitätsmannschaft der Komazawa-Universität. Seinen ersten Vertrag unterschrieb er 1996 bei Bellmare Hiratsuka. Der Verein spielte in der höchsten Liga des Landes, der J1 League. Für den Verein absolvierte er 79 Erstligaspiele. 2000 wechselte er zum Ligakonkurrenten Kyoto Purple Sanga. Am Ende der Saison 2000 stieg der Verein in die J2 League ab. 2001 wurde er mit dem Verein Meister der J2 League und stieg in die J1 League auf. Für den Verein absolvierte er 46 Spiele. Im August 2002 wechselte er zum Ligakonkurrenten Consadole Sapporo. 2003 wechselte er zum Drittligisten YKK. Ende 2003 beendete er seine Karriere als Fußballspieler.

## Erfolge
Kyoto Purple Sanga
- Kaiserpokal

Sieger: 2002